# Osman Bendezu
Félix Osman Bendezu Negri (Lima, Perú, 17 de junio de 1943) es un exfutbolista y director técnico peruano nacionalizado español. Se desempeñaba como delantero.

## Trayectoria
Nacido en la capital de Lima de madre italiana y padre peruano, debutó muy joven como jugador profesional, a los 17 años con el Universitario de Deportes en 1959, ese mismo año el club salió campeón nacional. Juega dos temporadas por el club Centro Iqueño.
En julio de 1965 llega al cuadro de Cádiz CF, pero no tuvo el permiso para jugar (todavía no existían los "transfers"), tardó en jugar hasta noviembre, por lo que su participación fue muy discreta. Luego pasó por clubes como el RCD Mallorca, Real Oviedo, siendo pieza inamovible del equipo de colonia, y por el CD Castellón.
Con el descenso de este último equipo, llega en 1971 a Venezuela por una oferta millonaria para reforzar al cuadro de Deportivo Italia donde estuvieron cerca de salir campeones durante esa campaña. Participó con el Deportivo Italia en el famoso Pequeño Maracanazo. Finaliza su carrera ese mismo año.
Tras retirarse regresa a España para dedicarse a la dirección técnica, destacando en su currículum diversos equipos de España, los equipos de CD Castellón (en Primera División) y Villarreal CF (en Segunda a primeros de los años 90), entre otros.

## Estadísticas

### Clubes como jugador
| Club             | País      | Año       |
| ---------------- | --------- | --------- |
| Universitario    | Perú      | 1959-1962 |
| Centro Iqueño    | Perú      | 1963-1965 |
| Cádiz CF         | España    | 1965-1966 |
| RCD Mallorca     | España    | 1966-1967 |
| Real Oviedo      | España    | 1967-1969 |
| CD Castellón     | España    | 1969-1970 |
| Deportivo Italia | Venezuela | 1971      |

### Clubes como entrenador
| Club          | País   | Año       |
| ------------- | ------ | --------- |
| CD Molinense  | España | 1975-1976 |
| CD Castellón  | España | 1981-1982 |
| Cieza         | España | 1982-1983 |
| Burgos CF     | España | 1987-1988 |
| CF Nules      | España | 1988-1989 |
| RB Linense    | España | 1989-1990 |
| Villarreal CF | España | 1992-1993 |
| CE Europa     | España | 1994-1995 |
| CD Castellón  | España | 1996-1997 |

## Palmarés

### Títulos nacionales
| Título           | Club                      | País | Año  |
| ---------------- | ------------------------- | ---- | ---- |
| Primera División | Universitario de Deportes | Perú | 1960 |